# Konvicted
Konvicted es el segundo álbum musical del cantante de Hip Hop y R&B Akon. Fue lanzado originalmente en noviembre de 2006. El álbum incluye pistas grabadas con Eminem, Snoop Dogg, Styles P (quien previamente había colaborado con Akon en "Locked Up") y T-Pain (quien después grabó "Bartender" con Akon). La edición platino de lujo fue lanzada el 28 de agosto de 2007 con tres nuevas canciones, incluyendo el sencillo Sorry, Blame It on Me.

## Antecedentes
Konvicted es el álbum de mayor éxito de Akon a nivel mundial. El álbum recibió tres nominaciones a los premios Grammy en dos categorías, Mejor Álbum de R&B Contemporáneo y Mejor Colaboración Rap/Sung. El 20 de noviembre de 2007, la RIAA certificó el álbum 'triple platino' con 3 millones de unidades vendidas en Estados Unidos. Ha vendido más de 5 millones de copias en todo el mundo. El álbum estuvo acompañado de varios bonus tracks diferentes según el territorio. En el Reino Unido se publicó el tema "Gringo". "Gringo" también se convirtió en un bonus track para los clientes de Target en Estados Unidos. En Japón, "Struggle Everyday" se convirtió en la última pista del álbum. "Struggle Everyday" también se convirtió en un tema extra para los clientes de Circuit City en Estados Unidos. Todas las versiones digitales del álbum vienen acompañadas de un remix de "I Wanna Love You", con Snoop Dogg y Eminem.
Los clientes de Walmart en EE. UU. disfrutaron de cuatro temas extra exclusivos, incluidos temas inéditos "Fair to You" y "Still Alone", además de las versiones Walmart Live Soundcheck de "Mama Africa" y "I Wanna Love You". La Edición Platino del álbum, publicada en 2007, se completó con el nuevo sencillo "Sorry Blame It On Me", una nueva pista titulada "Rush" y un remix de "Don't Matter". Algunas ediciones del álbum también venían con un DVD extra que contenía un documental de treinta minutos y tres vídeos musicales. " Smack That ", " I Wanna Love You " y " Don't Matter " fueron certificados 3× platino por la RIAA. Snoop Dogg, bajo el sobrenombre de Snoop Lion, grabó una versión de "Tired of Runnin'" para su álbum debut de reggae, Reincarnated .

## Rendimiento gráfico
Konvicted debutó en el número dos de la lista Billboard 200 , vendiendo más de 284.000 copias esa semana. El álbum pudo permanecer entre los veinte primeros durante 28 semanas consecutivas, pero finalmente comenzó a caer lentamente. El 19 de noviembre de 2007, la RIAA certificó el Konvicted 3× platino con 3 millones de unidades vendidas en los Estados Unidos. El álbum se convirtió en el segundo disco más vendido del año en la lista Billboard 200.

## Lista de pistas
| Konvicted |                                     |          |  |
| N.º       | Título                              | Duración |  |
| 1.        | «Shake Down»                        | 3:52     |  |
| 2.        | «Blown Away» (con Styles P)         | 3:29     |  |
| 3.        | «Smack That» (con Eminem)           | 3:32     |  |
| 4.        | «I Wanna Love You» (con Snoop Dogg) | 4:07     |  |
| 5.        | «The Rain»                          | 3:27     |  |
| 6.        | «Never Took the Time»               | 3:57     |  |
| 7.        | «Mama Africa»                       | 4:26     |  |
| 8.        | «I Can't Wait» (con T-Pain)         | 3:46     |  |
| 9.        | «Gangsta Bop»                       | 4:06     |  |
| 10.       | «Tired of Runnin'»                  | 4:33     |  |
| 11.       | «Once in a while»                   | 3:57     |  |
| 12.       | «Don't Matter»                      | 4:53     |  |
| 13.       | «Sorry blame it on me»              | 4:56     |  |
| 14.       | «Rush» (con Kardinal Offishall)     | 4:14     |  |
| 15.       | «Don't Matter» (remix)              | 5:37     |  |

## Remixes
- Don't Matter (Latin Remix) [con Jadiel] - 4:55
- I Wanna Love You (Remix) [con Snoop Dogg, Tego Calderón] - 4:36
- Shake Down (Remix) [con Red Cafe] - 4:27

## Certificaciones
| País           | Organismo certificador | Certificación    | Ventas    |
| -------------- | ---------------------- | ---------------- | --------- |
| Australia      | ARIA                   | Disco de Platino | 70 000    |
| Canadá         | Music Canada           | Disco de Platino | 200 000   |
| Estados Unidos | RIAA                   | Disco de Platino | 3 000 000 |
| Francia        | SNEP                   | Disco de Oro     | 148.400   |
| Reino Unido    | BPI                    | Disco de Platino | 490 000   |